# The First Wives Club
The First Wives Club (El club de las divorciadas en Hispanoamérica y El club de las primeras esposas en España) es una película cómica de 1996 protagonizada Bette Midler, Diane Keaton y Goldie Hawn.

## Argumento
Tres maduras mujeres de Nueva York Bette Midler, Diane Keaton y Goldie Hawn, antiguas compañeras, coinciden en el entierro de una amiga común. Las tres, que están divorciadas, se dan cuenta de que sus maridos las han abandonado por novias más jóvenes. Entonces deciden formar un club con un único objetivo: vengarse de sus exesposos y golpearles donde más les duele... en el bolsillo.

## Reparto
- Diane Keaton: Annie Paradis.
- Bette Midler: Brenda Cushman.
- Goldie Hawn: Elise Eliot.
- Maggie Smith: Gunilla Garson Goldberg.
- Dan Hedaya: Morton Cushman.
- Sarah Jessica Parker: Shelly Stewart.
- Stockard Channing: Cynthia Swann Griffin.
- Víctor Garber: Bill Atchison.
- Marcia Gay Harden: la doctora Leslie Rosen
- Stephen Collins: Aaron Paradis.

## Premios
La película fue nominada al Óscar a Mejor banda sonora en musical o Comedia.